# European Flood Awareness System
Das Europäische Hochwasserwarnsystem European Flood Awareness System (EFAS) ist ein Programm der Europäischen Kommission, um die Gefahrenabwehr erwarteter Flussüberschwemmungen in ganz Europa zu verbessern. EFAS wurde nach dem Hochwasser in Mitteleuropa 2002 gegründet.

## Aufgaben
Ziel des European Flood Awareness System (EFAS) ist es, vorbereitende Maßnahmen zur Abmilderung von Hochwasserereignissen zu definieren und zu unterstützen, insbesondere in den großen transnationalen Flusseinzugsgebieten und in ganz Europa. Es ist damit Teil des Copernicus-Diensts für Katastrophen- und Krisenmanagement (Copernicus Emergency Management Service – EMS), der alle am Management von Naturkatastrophen, von Menschen verursachten Notsituationen und humanitären Krisen beteiligten Akteure mit aktuellen und genauen Geoinformationen versorgt, die aus der Satellitenfernerkundung zur Ableitung geophysikalischer Parameter gewonnen und durch verfügbare In-situ-Daten ergänzt werden.
In Deutschland werden bevorstehende Hochwasserereignisse von der EFAS an die Hochwasserzentralen der Bundesländer gemeldet. Am 10. Juli 2021 meldete das EFAS an die Hochwasserzentralen der deutschen Bundesländer, dass ein Extremwetterereignis bevorsteht. Diese Warnung wurde entsprechend der üblichen Meldeketten abgearbeitet. Das Satelliten-System MoWaS, welches das Bundesamt für Bevölkerungsschutz und Katastrophenhilfe (BBK) aufgebaut hat, wird von den Ländern und Kommunen für die Warnung der Bevölkerung genutzt. Über die Warnsysteme des BBK wurden im Juli 2021 über 140 Warnmeldungen zur Unwetterlage verschickt.

## Forschungsprojekte
EFAS profitierte von folgenden Forschungsprojekten:
- European Flood Forecasting System[5] (FP6 project)
- FloodSite[6]
- EuroRisk/Preview[7]
- Safer[8]
- IMPRINTS[9]
- KultuRisk[10]